# Револьвер Керра
Револьвер Керра представлял собой необычный пятизарядный револьвер одинарного действия, выпускавшийся с 1859 по 1866 год компанией London Armoury Company. 
Его использовали кавалеристы Конфедерации во время Гражданской войны в США . Семь из этих револьверов находились на вооружении Сил колониальной обороны Новой Зеландии в 1863 году. Легко узнаваем по установленному сбоку курку.

## История
Джеймс Керр был бригадиром на оружейной фабрике «Дин, Адамс и Дин». Роберт Адамс, один из партнёров и изобретатель револьвера Адамса, был двоюродным братом Керра.
Керр разработал усовершенствованную версию револьвера Адамса, британский патент № 1722 от 28 июля 1855 года, и когда 9 февраля 1856 года Адамс ушёл из компании «Дин, Адамс и Дин», чтобы основать London Armoury Company, Керр пошел вместе с ним.
London Armoury Company производила винтовки и револьверы военного назначения. Керр спроектировал винтовки для компании на основе нарезного мушкета Энфилд образца 1853 года. Когда в 1859 году директора компании решили сосредоточиться на производстве винтовок, Адамс ушёл, забрав с собой свои патенты на револьверы.
Керр спроектировал новый револьвер под патроны калибра .36 и .44 (калибр 54 по британской системе). Производство началось в апреле 1859 года. Первоначально британское правительство не закупало данные револьверы, а продажи гражданским лицам были довольно скромными. Все новозеландские револьверы были 54 калибра (или .44).
В 1860 году началась Гражданская война в США, и правительства США и КША начали закупать оружие в Великобритании.
В ноябре 1861 года для армии Союза было закуплено примерно 1.600 револьверов по цене 18 долларов за штуку. Однако закупщики оружия для Конфедерации – майор Калеб Хьюз и капитан Джеймс Д. Буллок, заключили контракт на все винтовки и револьверы, которые могла произвести компания London Armoury Company (и за которые могло заплатить правительство Конфедерации).
В результате компания стала крупным поставщиком оружия для Конфедерации, продав большую часть из 11.000 произведённых револьверов Керра Хьюзу. Уильям Эдвардс в своей книге «Оружие Гражданской войны» писал, что револьверы Керра, проданные КША, имели серийные номера от 3.000 до 10.000, однако коллекционеры полагают, что на Юг отправлялись и более ранние серийные номера, и нет никаких достоверных записей, которые бы показывали точное количество проданных конфедератам револьверов.
Как и всему что импортировалось из Англии (и Европы) в Конфедерацию, данному оружию пришлось преодолеть блокаду Союза, и количество оружия, которое фактически попало в армию КША, неизвестно.
Современные авторы часто утверждают, что конфедераты признавали оружие производства London Armory Company (в том числе винтовки-мушкеты Энфилд модели 1853 года) лучшим оружием, поставляемым Конфедерации. Компания London Armory Company поставила Конфедерации больше револьверов, чем было произведено всеми южными производителями револьверов.
По мере развития Гражданской войны London Armory Company практически полностью зависела от продаж Конфедерации и просуществовала всего год после окончания войны, распавшись весной 1866 года.

## Конструкция
Револьвер Керра имел боковой курок на затворной планке возвратно-поступательного действия. В отличие от других револьверов того времени, механизм запирания на револьвере Керра был идентичен механизму запирания винтовок с затвором обратного действия и однозарядных пистолетов с ударниковым механизмом того времени. Простое устройство было разработано с учетом возможности лёгкого ремонта в полевых условиях без необходимости использования запасных частей для конкретной модели. Поверх цилиндра был надет ремень, который удерживался на месте штифтом, входящим в заднюю часть рамы под курком.
Длина револьвера составляет 12,25 дюймов (310 мм) в целом с длиной ствола около 5 дюймов (127 мм). Почти все они были изготовлены под патрон .44 или «54 калибра», несколько — под более мелкий калибр .36.
Kerr часто описывают как револьвер двойного действия. Это справедливо только в отношении самых ранних моделей, но все более поздние модели имели более простой УСМ одинарного действия. В этом более простом типе оружия одинарного действия курок необходимо вручную оттягивать назад, пока он не зафиксируется в положении полного взвода. В результате этого процесса взведения барабан начинает вращаться, в результате чего новая камора оказывается на одной линии со стволом. После того, как курок взведен и зафиксирован, пользователь должен нажать на спусковой крючок, чтобы курок опустился, ударив по капсюлю над патронником и произведя выстрел. Если курок оставить в нижнем положении, а спусковой крючок оттянуть назад, барабан будет вращаться, но курок не будет взведен, как это было бы в случае с настоящим револьвером двойного действия.
УСМ двойного действия в более ранних моделях револьвера был сложен в изготовлении, регулировке и ремонте, поэтому от него вскоре отказались в пользу более простого механизма одинарного действия.
На боковине рамы револьверов имеется гравировка «KERRS PATENT.xxxx», где xxxx обозначает номер. Это серийный номер, а не номер патента. Этот серийный номер также находится на боковине цилиндра. Многие авторы ошибочно принимают этот серийный номер за номер патента, что следует из книги «Оружие времен гражданской войны».
Такая же система серийной нумерации, как и у револьвера Керра, использовалась и на револьвере Адамса (также производимом, среди прочего, компанией London Armory Company), а также на капсюльных револьверах Сэмюэля Кольта всех моделей, где серийный номер каждого револьвера (отштампованный в разных местах) был отштампован на барабане после слов «COLTS PATENT No.».
На револьвере Керра, как и на револьверах Адамса и Кольта, эти номера являются последовательными и представляют собой серийные номера, а не номер патента.